# Рада громадського контролю БЕБ
Рада громадського контролю при Бюро економічної безпеки України (РГК БЕБ) — постійно діючий колегіальний виборний орган, який утворюється відповідно до Закону України «Про Бюро економічної безпеки України» для здійснення громадського контролю за діяльністю Бюро економічної безпеки, налагодження ефективної взаємодії з громадськістю, здійснення інших повноважень, визначених законодавством.

## Створення
РГК БЕБ була створена з метою забезпечення прозорості та підзвітності діяльності цього органу. Її формування стало можливим після прийняття Закону України «Про Бюро економічної безпеки» 28 січня 2021 року, який передбачав створення такого органу для боротьби з економічними злочинами. Для формування Ради було оголошено відкритий конкурс, що дозволив залучити представників громадськості через рейтингове інтернет-голосування, що підкреслює важливість участі суспільства у контролі за діяльністю державних структур.
У серпні 2021 року Кабінет Міністрів затвердив Положення про Раду громадського контролю при Бюро економічної безпеки України та Порядок формування Ради громадського контролю при БЕБ.

## Порядок формування
Рада громадського контролю формується на засадах відкритого та прозорого конкурсу у складі 15 осіб строком на два роки.
Персональний склад Ради громадського контролю затверджується Директором Бюро економічної безпеки з дотриманням принципу представництва жінок і чоловіків.
Процес формування до Ради громадського контролю при Бюро економічної безпеки України до 12.09.2023 року передбачав наступне:
1. РГК БЕБ формується з 15 осіб, відібраних за результатами конкурсу, що проводиться шляхом рейтингового інтернет-голосування громадян України на офіційному веб-сайті Бюро економічної безпеки.
2. Пропозиції щодо кандидатур для участі у конкурсі подаються громадськими об'єднаннями, що діють відповідно до Закону України «Про громадські об'єднання» та протягом не менше двох років до дня подання документів для участі в конкурсі провадять свою діяльність у сфері, пов'язаній з правозахисною та/або антикорупційною діяльністю, зокрема у сфері економіки, що підтверджується звітом громадського об'єднання щодо результатів його діяльності за останніх два роки, складеним у довільній формі.
3. Громадське об'єднання може подати не більше трьох пропозицій щодо кандидатур для участі в конкурсі, які повинні відповідати вимогам, зазначеним у Положенні.

Для участі у конкурсі з формування складу РГК БЕБ, громадським організаціям необхідно було надіслати на електронну пошту Бюро економічної безпеки лист у якому містилися наступні документи кандидатів:
- рішення керівного органу громадського об'єднання про подання пропозицій щодо кандидатур для участі в конкурсі;
- засвідченої в установленому порядку копії статуту громадського об'єднання;
- звіту громадського об'єднання щодо досвіду роботи у сфері, пов'язаній з правозахисною та/або антикорупційною діяльністю, зокрема у сфері економіки, за останніх два роки, складеного у довільній формі;
- заяви кандидата про згоду на участь у роботі Ради громадського контролю з повідомленням про відсутність визначених Законом України «Про Бюро економічної безпеки України» обмежень щодо включення до складу Ради громадського контролю;
- копії документа, що посвідчує особу кандидата;
- автобіографію кандидата;
- мотиваційний лист;
- відомостей про контактний номер телефону та адресу електронної пошти кандидата.

Проте, 26.09.2024 року в законну силу вступили зміни до Положення про РГК БЕБ, серед таких змін були наступні: Рада громадського контролю формується відповідно до результатів відкритого та прозорого конкурсу у складі 9 осіб строком на два роки. Склад Ради громадського контролю затверджується Кабінетом Міністрів України з дотриманням принципу представництва жінок і чоловіків.
Рада громадського контролю є повноважною, якщо до її складу входять не менше семи осіб.
Також було внесено зміни, які стосувалися порядку формування складу РГК БЕБ. Нові зміни встановлювали таке:
1. Рада громадського контролю формується у складі 9 осіб, відібраних за результатами конкурсу, що проводиться на офіційному веб-сайті Бюро економічної безпеки шляхом відкритого рейтингового інтернет-голосування громадян, які проживають на території України.
2. Пропозиції щодо кандидатур для участі в конкурсі подаються громадськими об'єднаннями, які провадять діяльність у сфері реформування системи кримінальної юстиції, запобігання та/або протидії корупції, захисту прав та інтересів бізнесу протягом не менше двох років та мають підтвердження реалізованих ними проектів у вигляді звітів, які можуть бути подані у довільній формі.
3. Громадське об'єднання може подати для участі в конкурсі пропозиції щодо не більше трьох кандидатів, які повинні відповідати вимогам, зазначеним у пункті 3 цього Порядку, враховуючи всі пропозиції щодо кандидатур, подані афілійованими громадськими об'єднаннями. Афілійованими є громадські об'єднання, що мають принаймні одного спільного засновника або серед засновників яких є близькі особи в розумінні Закону України «Про запобігання корупції».

Для участі у конкурсі з формування складу РГК БЕБ починаючи з 2024 року, громадським організаціям необхідно було надіслати на електронну пошту Бюро економічної безпеки лист у якому містилися наступні документи кандидатів:
- рішення керівного органу громадського об'єднання про подання пропозицій щодо кандидатур для участі в конкурсі;
- засвідченої в установленому порядку копії статуту громадського об'єднання;
- звіту громадського об'єднання щодо досвіду роботи та результатів реалізації проектів у сфері реформування системи кримінальної юстиції, запобігання та/або протидії корупції, захисту прав та інтересів бізнесу за останніх два роки, складеного в довільній формі, без попередньої публікації такого звіту на веб-сайті такого громадського об'єднання;
- заяви кандидата про згоду на участь у роботі Ради громадського контролю з повідомленням про відсутність визначених Законом України «Про Бюро економічної безпеки України» обмежень щодо включення до складу Ради громадського контролю;
- копії документа, що посвідчує особу кандидата;
- автобіографію кандидата;
- мотиваційний лист;
- відомостей про контактний номер телефону та адресу електронної пошти кандидата.

## Порядок обрання складу
Порядок формування РГК БЕБ затверджений постановою Кабінету Міністрів України від 18 серпня 2021 № 872. Відповідно до якого, визначено процедуру формування складу Ради громадського контролю при Бюро економічної безпеки.
До 12.09.2023 року в рейтинговому інтернет-голосуванні міг взяти участь будь-який громадянин України, та відповідно такий громадянин міг одночасно проголосувати «за» не більше ніж за 15 кандидатів. Не пізніше наступного робочого дня після закінчення рейтингового інтернет-голосування з формування складу Ради громадського контролю на офіційному веб-сайті Бюро економічної безпеки розміщується оголошення про результати проведення конкурсу.
З 26.09.2024 року змінено умови участі громадян України в рейтинговому інтернет-голосуванні. Взяти участь може будь-який громадянин, який проживає на території України і міг одночасно проголосувати «за» не більше ніж за 9 кандидатів.
Не пізніше ніж протягом наступного робочого дня після закінчення рейтингового інтернет-голосування з формування складу Ради громадського контролю на офіційному веб-сайті Бюро економічної безпеки розміщується оголошення про результати проведення конкурсу, які надсилаються в установленому порядку Кабінетові Міністрів України для затвердження складу Ради громадського контролю, а в разі проведення конкурсу для обрання члена Ради громадського контролю замість того, повноваження якого достроково припинені, — зазначається прізвище, ім'я та по батькові (у разі наявності) кандидата, обраного членом Ради громадського контролю.
Затверджений Кабінетом Міністрів України склад Ради громадського контролю оприлюднюється на офіційному веб-сайті Бюро економічної безпеки.

## Основні завдання
Основними завданнями Ради громадського контролю є:
1. Здійснення громадського контролю за діяльністю Бюро економічної безпеки.
2. Сприяння взаємодії Бюро економічної безпеки з громадськими об'єднаннями, іншими інститутами громадянського суспільства з питань, пов'язаних з діяльністю Бюро економічної безпеки.
3. Сприяння врахуванню Бюро економічної безпеки громадської думки під час виконання зазначеним Бюро покладених на нього завдань.

Для виконання покладених на неї завдань РГК БЕБ:
- заслуховує інформацію про діяльність, виконання планів і завдань Бюро економічної безпеки;
- розглядає звіти Бюро економічної безпеки і протягом 45 календарних днів з дня їх надходження затверджує свій висновок щодо них;
- готує та подає Бюро економічної безпеки пропозиції щодо організації та проведення консультацій з громадськістю, бере участь у таких консультаціях;
- сприяє громадському обговоренню проектів законодавчих та інших нормативно-правових актів з питань діяльності Бюро економічної безпеки;
- проводить громадський моніторинг щодо врахування Бюро економічної безпеки пропозицій і зауважень громадськості щодо його діяльності, забезпечення ним прозорості та відкритості своєї діяльності, дотримання прав і свобод людини і громадянина, принципу гендерної рівності, доступу до публічної інформації, яка перебуває в його володінні, а також дотримання нормативно-правових актів, спрямованих на запобігання та протидію корупції;
- організовує публічні заходи для обговорення актуальних питань розвитку і діяльності Бюро економічної безпеки, заходи з правової освіти населення;
- збирає, узагальнює та подає Бюро економічної безпеки інформацію стосовно пропозицій інститутів громадянського суспільства щодо необхідності вирішення питань, пов'язаних з діяльністю Бюро економічної безпеки;
- готує та оприлюднює щорічний звіт про свою діяльність.

## Участь в комісіях
Рада громадського контролю обирає із свого складу по одному представнику, що включаються до складу кожної з кадрових комісій Бюро економічної безпеки (крім кадрових комісій, що проводять конкурси на посади, відомості про які становлять державну таємницю).

Рада громадського контролю обирає із свого складу трьох представників, які включаються до складу дисциплінарної комісії Бюро економічної безпеки, та вносить Директорові Бюро економічної безпеки подання про включення таких осіб до складу дисциплінарної комісії.

## Форма роботи
Основною формою роботи Ради громадського контролю є засідання, що проводяться відкрито. За рішенням Ради громадського контролю у виняткових випадках може бути проведено закрите засідання Ради.

Засідання Ради громадського контролю є правомочним, якщо на ньому присутні не менше семи членів (до 26.09.2024 РГК БЕБ було правомочним, якщо на ньому присутні більше половини членів Ради громадського контролю від її загального складу. Ради громадського контролю від її загального складу).
Рішення Ради громадського контролю мають рекомендаційний характер та є обов'язковими для розгляду Бюро економічної безпеки, крім випадків, визначених Законом України «Про Бюро економічної безпеки України».

Засідання Ради громадського контролю проводяться у разі потреби за ініціативою голови або більшості членів Ради громадського контролю або за зверненням Директора Бюро економічної безпеки, але не рідше одного разу на квартал.

## Склад
Станом на кінець 2024 року було сформовано 2 склади РГК БЕБ:

### 2022—2024
1. Тарас Котов (ГО «Антикорупційна Сокира»);
2. Євгеній Романюк (ГО «Антикорупційна Сокира»);
3. Андрій Ткаченко (ГО «Антикорупційна Сокира»);
4. Михайло Лавровський (ГО "Українське товариство економічних свобод);
5. Катерина Глазкова (Спілка українських підприємців);
6. Андрій Єрашов (Спілка українських підприємців);
7. Андрій Морозовський (ГО "Інститут моніторингу ринку підакцизних товарів);
8. Дарія Марчак (МГО «Київський економічний інститут»);
9. Тетяна Тищук (МГО «Київський економічний інститут»);
10. Денис Жело (ГО "Профспілкова організація м. Миколаєва «Сильні разом»);
11. Станіслав Бондаренко (ГО "Всеукраїнське об'єднання «Патріот»);
12. Назар Первак (ГО "Всеукраїнське об'єднання «Блокпост»);
13. Ганна Майборода (ГО "Всеукраїнське об'єднання «Патріот»);
14. Сергій Кіцул (ГО «Промислово-підприємницька спілка»);
15. Яків Воронін (ГО «Промислово-підприємницька спілка»).

Склад першої РГК брав участь у підборі співробітників для новоствореного Бюро економічної безпеки.

### 2024—2026
У жовтні 2024 року відбулося рейтингове інтернет-голосування за кандидатів до Ради громадського контролю при БЕБ.
Цього року в голосуванні взяли участь 44 кандидати від 28 громадських об'єднань. До складу Ради громадського контролю увійшли 9 представників від 6 громадських організацій.
1. Ткаченко Андрій Вячеславович (Громадська організація «Антикорупційна сокира»);
2. Котов Тарас Олександрович (Громадська організація «Центр суспільного контролю»);
3. Чижмарь Василь Юрійович (Громадська організація «Центр суспільного контролю»);
4. Шевченко Данило Тарасович (Громадська організація «Українське правниче товариство»);
5. Аксьонов Михайло Юрійович (Громадська організація «Центр суспільного контролю»);
6. Білий Михайло Віталійович (Громадська організація «Антикорупційна сокира»);
7. Химчак Віталій Валентинович (Громадська організація «Антикорупційна сокира»);
8. Гайдай Юрій Ігорович (Громадська організація «Центр економічної стратегії»);
9. Хутор Тетяна Миколаївна (Громадська організація «Інститут законодавчих ідей»).

Дев'ять членів Ради громадського контролю, яких обрали в результаті конкурсу, забезпечуватимуть цивільний контроль за діяльністю Бюро економічної безпеки упродовж наступних 2 років.
У грудні 2024 року на засіданні Ради громадського контролю БЕБ було обрано Головою РГК БЕБ Котова Т. О., заступником голови Чижмаря В. Ю. Хутор Т. М. була делегована як член РГК БЕБ у склад робочої групи з оцінювання корупційних ризиків.

## Досягнення
У 2023 році після обрання поточний склад РГК БЕБ виявив непрозорість у роботі кадрової комісії БЕБ, яка обирала кандидатів на посади за власними корисливими мотивами, а не за професійними навичками. РГК БЕБ звернулося до БЕБ з рекомендаціями щодо покращення відбору кандидатів, але їхні пропозиції були проігноровані. Через це РГК БЕБ повідомило про ситуацію Консультативну місію Європейського Союзу (КМЄС) в Україні, правоохоронний та податковий комітети Верховної Ради, а також Кабінет Міністрів України. Це призвело до проведення спільних слухань з податковим та правоохоронним комітетами Верховної Ради, де Голова БЕБ висвітлив проблеми Бюро. Голова РГК БЕБ Тарас Котов також виступив на слуханнях, розповівши про проблеми роботи кадрової комісії та надавши свої зауваження. В результаті цих слухань була створена Тимчасова слідча комісія Верховної Ради для розслідування можливих порушень законодавства посадовими особами БЕБ, яка працювала разом з РГК БЕБ та використовувала отриману від них інформацію. Комісія оцінювала поточний стан справ у Бюро. Повільне реагування на ситуацію призвело до того, що Міжнародний валютний фонд визначив реформування БЕБ як один із структурних маяків для України. Для виконання цього маяка необхідно внести зміни в законодавство щодо функціонування БЕБ. У першій версії одного з альтернативних законопроектів щодо БЕБ були виключені члени РГК БЕБ з кадрової комісії. Однак швидка реакція голови РГК та його аргументація повернули норму про присутність членів РГК в проєкт закону за кілька днів. У проєкті закону 10439-4 враховано позицію РГК БЕБ щодо конкурсних комісій, за що депутати отримали подяку за швидкість та якість роботи у розробці спільного підходу до перезавантаження БЕБ.
Підтвердженням ефективної роботи РГК БЕБ є переслідування, яких зазнають його члени. Згідно з інформацією ЗМІ, голова територіального управління БЕБ в Одеській області, Мунтян Сергій Миколайович причетний до контрабанди та інших корупційних оборудок. Член РГК БЕБ неодноразово писав про корупційні схеми, що стало причиною тиску з боку адвокатів голови територіального управління БЕБ в Одеській області, які подали на нього до суду.